# Mortes por congelamento de Saskatoon
As mortes por congelamento de Saskatoon foram uma série de pelo menos três mortes de canadenses indígenas em Saskatoon, na província de Saskatchewan, no início dos anos 2000. As mortes foram supostamente causadas por membros do Serviço de Polícia de Saskatoon que teriam detido os indígenas, geralmente homens por embriaguez e/ou comportamento desordeiro, supostamente sem causa às vezes, e depois os levariam em suas viaturas para fora da cidade à noite no inverno, onde eles os abandonariam.
A prática conhecida como "passeios à luz das estrelas" (Starlight tours) remonta a pelo menos 1976. Em 2020, apesar das condenações por crimes relacionados, nenhum policial de Saskatoon foi condenado especificamente por ter causado mortes por congelamento.

## Incidentes
As vítimas que morreram de hipotermia incluem Rodney Naistus, Lawrence Wegner e Neil Stonechild. Naistus e Wegner morreram em 2000, e seus corpos foram descobertos nos arredores de Saskatoon. Inquéritos em 2001 e 2002 determinaram a causa da morte como hipotermia. As recomendações do júri de inquérito foram todas relacionadas às políticas policiais e às relações entre indígenas e policiais. O corpo de Neil Stonechild foi encontrado em 1990 em um campo fora de Saskatoon. Um inquérito de 2003 não conseguiu determinar as circunstâncias que levaram à sua morte.
Em janeiro de 2000, Darrell Night foi deixado nos arredores de Saskatoon, mas conseguiu chamar um táxi da Usina de Queen Elizabeth, nas proximidades, e não sofreu gravemente. Os dois policiais envolvidos, os policiais Dan Hatchen e Ken Munson, do Serviço de Polícia de Saskatoon, alegaram que simplesmente deram uma carona a Night e o deixaram a seu pedido, mas foram condenados por confinamento ilegal em setembro de 2001 e condenados a oito meses na prisão. O incidente foi o assunto do documentário Two Worlds Colliding, do National Film Board do Canadá, por Tasha Hubbard.
A polícia de Saskatoon inicialmente insistiu que eram incidentes isolados. Mas em 2003, o chefe de polícia Russell Sabo admitiu que havia a possibilidade de a força ter despejado pessoas das Primeiras Nações fora da cidade por anos, depois de revelar que em 1976 um policial foi disciplinado por levar uma mulher indígena para os arredores da cidade e abandonando-a lá.

### Acusações falsas
Em dezembro de 2010, um jovem indígena chamado Evan Maud, em Winnipeg, acusou a polícia de levá-lo aos limites da cidade às 16h, ameaçando-o com um taser e levando seu casaco. A polícia afirmou que a acusação era falsa e fez acusações contra Maud por danos criminais, depois que surgiram evidências contra ele, incluindo um vídeo de Maud entrando em um ônibus 15 minutos depois de ser parado pela polícia, corroborado pelo GPS da polícia e testemunhas que afirmaram que Maud não estava vestindo um caso naquela noite.
Em 21 de abril de 2018, Ken Thomas alegou que foi pego por dois policiais de Saskatoon e levado fora dos limites da cidade à noite no frio. Essa acusação foi investigada pela Comissão de Reclamações Públicas, que afirmou ser infundada. Em um comunicado de imprensa, o chefe da polícia de Saskatoon, Troy Cooper, disse que era improvável que houvesse contato na noite de 21 de abril de 2018 entre a polícia e Thomas, com base em gravações de vídeo e áudio retiradas de carros da polícia.

## Tentativas de censura
Entre 2012 e 2016, a seção "Starlight tours" do artigo da Wikipedia em inglês do Serviço de Polícia de Saskatoon foi excluída várias vezes. Uma investigação interna revelou que duas das edições foram originadas de um computador dentro do serviço policial. Um porta-voz da força negou que a remoção do conteúdo fosse oficialmente aprovada pela força. Em 31 de março de 2016, o jornal Star Phoenix de Saskatoon informou que "a polícia de Saskatoon confirmou que alguém de dentro do departamento de polícia excluiu referências a Starlight tours da página da Wikipédia sobre a força policial".
De acordo com o relatório, "uma porta-voz da polícia reconheceu que a seção sobre passeios à luz das estrelas havia sido excluída usando um computador dentro do departamento, mas disse que os investigadores não conseguiram identificar quem o fez". A porta-voz da polícia afirmou que a força está trabalhando para "avançar com todo o trabalho positivo que foi feito, e continua a ser feito com o resultado do inquérito de Stonechild".

## Na mídia

### Filme
Esses incidentes foram abordados em dois filmes. As experiências de Darrell Night foram documentados documentário de 2004 Dois Mundos de Tasha Hubbard e a National Film Board do Canadá, vencedor do Prêmio Canadá. Um incidente fictício também foi retratado no drama de meia hora Out in the Cold, dirigido por Colleen Murphy e estrelado por Gordon Tootoosis, Matthew Strongeagle e Erroll Kinistino.

### Música
Em 2005, a banda canadense de punk rock Propagandhi lançou o álbum Potemkin City Limits, incluindo a música "The Bringer of Greater Things", que foi "dedicada a Rodney Naistus, Neil Stonechild e Lawrence Wegner, assassinados por membros do Departamento de Polícia de Saskatoon". (notas da capa do álbum).
A música do músico canadense Kris Demeanor, "One Shoe", foi escrita sobre as mortes por congelamento de Saskatoon, principalmente de Stonechild. A música dos  Wailin' Jennys "Starlight" também foi inspirada pelas mortes por congelamento.  
Em 2017, a artista de Mi'kmaq Cathy Elliott concluiu um workshop de cinco semanas com estudantes do Sheridan College para sua turnê musical Starlight Tour. Este trabalho foi encomendado pelo Grand Theatre de London, Ontário em colaboração com o "Canadian Music Theater Project" da Sheridan College.

### Podcasts
O incidente foi o assunto do episódio de 17 de abril de 2020 de Criminal.